# 皇家羅斯勒體育會
皇家羅斯勒體育會（Koninklijke Sport Vereniging Roeselare），簡稱KSV羅斯勒，是比利時的一間職業足球會，位於比利時西佛蘭德省魯瑟拉勒，現時參加比利時甲組聯賽B（相當於乙組）。皇家羅斯勒體育會於2005年首次升上比利時甲組足球聯賽。曾參加2006–07年歐洲足協盃外圍賽。2009/10球季時，皇家羅斯勒體育會在護級附加賽失敗降回乙組。2016年，北京人和足球俱樂部向皇家羅斯勒體育會借出年青中國球員李成龍和孫偉哲。
2020年，球隊倒閉和破產。

## 榮譽
- 比利時足球乙級聯賽:
  - 亞軍 (1): 2004–05
- 比利時足球乙級聯賽決賽圈:
  - 冠軍 (1): 2005